# Kanton Moreuil
Kanton Moreuil (fr. Canton de Moreuil) je francouzský kanton v departementu Somme v regionu Hauts-de-France. Skládá se ze 43 obcí. Před reformou kantonů 2014 ho tvořilo 23 obcí.

## Obce kantonu
od roku 2015:
| - Arvillers - Aubercourt - Bayonvillers - Beaucourt-en-Santerre - Beaufort-en-Santerre - Berteaucourt-lès-Thennes - Bouchoir - Braches - Caix - Cayeux-en-Santerre - La Chavatte - Chilly - Contoire - Démuin - Domart-sur-la-Luce - Folies - Fouquescourt - Fransart - Fresnoy-en-Chaussée - Guillaucourt - Hailles - Hallu | - Hangard - Hangest-en-Santerre - Harbonnières - Ignaucourt - Maucourt - Méharicourt - Mézières-en-Santerre - Moreuil - Morisel - La Neuville-Sire-Bernard - Parvillers-le-Quesnoy - Pierrepont-sur-Avre - Le Plessier-Rozainvillers - Le Quesnel - Rosières-en-Santerre - Rouvroy-en-Santerre - Thennes - Villers-aux-Érables - Vrély - Warvillers - Wiencourt-l'Équipée |

před rokem 2015:
- Arvillers
- Aubercourt
- Beaucourt-en-Santerre
- Berteaucourt-lès-Thennes
- Braches
- Cayeux-en-Santerre
- Contoire
- Démuin
- Domart-sur-la-Luce
- Fresnoy-en-Chaussée
- Hangard
- Hangest-en-Santerre
- Ignaucourt
- Mézières-en-Santerre
- Moreuil
- Morisel
- La Neuville-Sire-Bernard
- Pierrepont-sur-Avre
- Le Plessier-Rozainvillers
- Le Quesnel
- Thennes
- Villers-aux-Érables
- Wiencourt-l'Équipée